# Cimetière paléochrétien de Tarragone
Le cimetière paléochrétien de Tarragone est un ensemble funéraire de l'époque romaine tardive. Il est situé hors de la zone urbaine de Tarraco et près de la rivière Francolí. Il a été utilisé jusqu'au Ve siècle. C'est le cimetière paléochrétien le plus important de la Méditerranée Occidentale. Il fait partie des lieux classés patrimoine mondial de l'Humanité « Ensemble archéologique de Tarragone », et il est identifié par le code 875-008.
Ce cimetière a été découvert en 1925 lors de travaux de fondations d'une usine. Il a livré 2 051 tombes qui vont du IIIe siècle jusqu'à la période wisigothique. L'ensemble de la nécropole est constitué par une zone excavée à l'air libre (protégée par une structure métallique), l'édifice du musée, quelques cryptes funéraires et une zone de jardins avec des sarcophages exposés au public.

## Histoire
Initialement cette zone était occupée par un cimetière païen et un établissement rural aux abords de Tarraco. Une fois abandonnées ces fonctions, l'aire a été utilisée comme nécropole de la cité, dès le milieu du IIIe siècle. Les études indiquent que cet espace s'est vu définitivement transformé en cimetière, probablement quand y ont été enterrés les martyrs de Tarragone, Fructueux, Augure et Euloge. On y a édifié une basilique en leur honneur. La basilique possédait trois nefs et un chevet avec une abside extérieure. Plus tard s'y sont ajoutées des chambres funéraires et un baptistère.
La nécropole possède un caractère clairement chrétien dès l'origine. La zone du cimetière est datée approximativement des IIIe et Ve siècles, tandis que la basilique a dû exister plus longtemps.
Les restes de cette basilique ont disparu pour laisser la place à la construction de la Fabrique de Tabacs de Tarragone durant la première moitié du XXe siècle.

### Musée
L'appellation Nécropole Paléochrétienne désigne la zone d'enterrements localisée dans le voisinage de la rivière Francolí et fouillée, en grande partie, par J. Serra Vilaró dans les terrains de la Fabrique de Tabacs dans les années 1926-1931. On a identifié et fouillé plus de 2 000 tombes, ce qui constitue la zone funéraire à ciel ouvert du Bas-Empire la plus importante de l'Occident romain. En plus des travaux proprement scientifiques (fouille, documentation et publication des résultats), on a construit un musée monographique délimité sur deux de ses côtés par une zone d'exposition in situ qui montre une partie des restes.
L'aire in situ est complétée par un circuit de visite surélevé, avec deux voies perpendiculaires à l'axe longitudinal et deux accès aux cryptes (dels Arcs et dels Enginyer) localisées sur des terrains de la fabrique de Tabacs. L'ensemble –aire in situ et musée monographique– qui illustre parfaitement le monde de la mort tout au long de presque un demi-millénaire, permet de voir la transition entre la romanité païenne et le christianisme à travers les rituels et les manières de ressentir et d'exprimer le lien entre la vie et la mort.
En 1971, cette zone a été couverte pour protéger les restes de la dégradation engendrée durant des décennies par les intempéries. Entre 1986 et 1987 a été mise en place une nouvelle signalisation et a été entreprise la modification partielle des souterrains du musée.

### Réouverture
En juillet 2012, le Departament de Cultura de la Generalitat de Catalunya (ca) a annoncé qu'il ouvrira au public la nécropole paléochrétienne de Tarragone à partir de janvier 2013, après l'avoir fermée pendant 20 ans. Au préalable, on y fera des travaux de réhabilitation qui serviront à améliorer la compréhension des caractéristiques et la signification de l'ensemble pour le visiteur, ainsi qu'à préserver les restes archéologiques.

#### Projet de rénovation
L'objectif du projet de rénovation de la nécropole romaine est d'ouvrir le site au public et de faire mieux comprendre au visiteur les restes conservés dans l'aire d'exposition in situ. Le projet répond à la nécessité d'ouvrir au public un espace fermé depuis l'année 1992.

## Caractéristiques
La Nécropole Paléochrétienne fait partie de l'ensemble archéologique de Tarragone, déclaré Patrimoine mondial de l'UNESCO en 2000. C'est un site considéré comme ayant une importance capitale pour les études sur le processus de christianisation de la Tarraconaise romaine. On y a trouvé des restes archéologiques qui couvrent une période de temps très large, du Ier siècle av. J.-C. jusqu'au VIIe siècle. La zone du cimetière comprend environ 2 051 tombes qui chronologiquement vont du IIIe siècle à la période wisigothique.
La typologie des sépultures est très variée. Elle va des tombes simples (amphore servant d'urne funéraire ou tombe sous tuiles « tegulae ») jusqu'aux mausolées, en passant par une grande diversité de sarcophages, quelques-uns de provenance nord-africaine, ou de cercueils de bois. Un objet qu'il faut signaler est la nina d'ivori (poupée en ivoire), daté du IVe siècle, qui a été trouvé dans un sarcophage avec la dépouille d'une fillette d'environ six ans. La poupée mesure 23 cm et est articulée aux épaules, coudes, anches et genoux.

### Sources
- (ca) Cet article est partiellement ou en totalité issu de l’article de Wikipédia en catalan intitulé « Necròpolis paleocristiana de Tarragona » (voir la liste des auteurs).